# 馬祖麻雀
馬祖麻將是中華民國連江縣對麻將的玩法之一，係福州麻將之變體。在馬祖，人們亦接受臺灣麻將的玩法，但此二者玩法差異很大。

## 規則
- 馬祖麻將玩法使用麻將144章，亦可不用花牌。花牌係在欲增加得分數才會加入。
- 16章牌：開局時閒家取16章牌，莊家則取17章牌。
- 開局時在牌墩中亮出一章牌稱為「金」，也稱「寶」（擲骰子依點數挑出，「金」開出後置於倒數第9墩牌上正面顯示），這章「金」可以代替所有的牌（例如開出「5條」當「金」，則玩家牌中有「一萬」、「二萬」、「東」、「東」且摸入一章「5條」，則這章「5條」可以當作「三萬」湊成順子，也可以當作「東」湊成刻子）。
- 白板（白皮）必須取代亮出「金」的那章牌，但是這章白板沒有代替所有牌的功能（例如開出「5條」當「金」，則白板只能當作「5條」，並沒有代替所有牌的功能）。
- 「中」、「發」、「花牌」（若加入花牌）可累計得分數，摸到「中」、「發」、「花牌」均亮出牌再補摸一章牌（即是補花的意思）。
- 由莊家先打出一章牌，下一家可吃可碰（槓）、其他二家可碰（槓），若不吃不碰（槓）則由莊家之下一家摸牌後再打出一章牌，其再下一家亦同。
- 胡牌係由3組「刻子」（相同之三章牌，如「九萬」「九萬」「九萬」）或「順子」（花色相同且數字相連之三章牌，如「二筒」「三筒」「四筒」）加上「雀」（相同之二章牌，如「一鳥」「一鳥」）完成。
- 特殊胡牌
  - 三金倒：任一玩家在分牌後牌中有三章「金」，或是陸續自行摸入湊足三章「金」，則胡牌。

## 計分方式
馬祖麻將的計分方式比其他種類麻將簡單許多，不看牌型，只看手中「中」、「發」、「花牌」的章數：
- 放槍胡：得1分
- 自摸：得2分
- 中、發、花牌：總共有幾章即得幾分
- 放槍者負擔胡牌者所得分數
- 自摸者由其他三家各自負擔自摸者所得分數
- 有時胡牌者未必是得金最多者，是否須同時負擔胡牌者及得金最多者之分數，事前須先協議清楚

## 參照
- 福州麻將

## 外部連結
- 傳統棋藝　紅牌、四色牌、麻將、象棋課程　/樂齡學習中心 （页面存档备份，存于）
- 福州麻將遊戲介紹 （页面存档备份，存于）